# Foudroyant (vascello)
Il Foudroyant fu un vascello di linea francese da 110 cannoni che prestò servizio nella Marine royale dal 1725 al 1742

## Storia
Il vascello da 110 cannoni Foudroyant, appartenente a una nuova generazione di vascelli a tre ponti per la Marine royale di Luigi XV fu costruita presso l'Arsenale di Brest. La costruzione della nave iniziò nel gennaio 1723 su progetto dell'ingegnere navale Laurent Hélie. L'unità venne varata nell'aprile 1724 entrando in servizio l'anno successivo.
Lunga 56,47 metri (ponte cannoni) e 49,70 metri (chiglia), aveva una larghezza di 15,27 metri e un pescaggio di 7,42 metri con un dislocamento di 2.400/3.700  tonnellate. Aveva tre alberi (albero di trinchetto, albero maestro e albero di mezzana) dotati di vele quadre. L'equipaggio era composto da 1.000 uomini, che aumentavano a 1.150 in caso di guerra. L'armamento previsto composto da trenta cannoni da 48 libbre nella prima batteria, trentadue cannoni da 18 nella seconda, ventotto cannoni da 12 nella terza, oltre a sedici cannoni da 8 e quattro da 6 sui castelli di prua. Fu il solo vascello a tre ponti ad essere costruito nella prima metà del XVIII secolo in quanto un secondo, il Royal Louis, ancora più grande, andò distrutto a causa di un incendio mentre si trovava sullo scalo di costruzione.
Il Foudroyant non prese mai il mare pur divenendo nave ammiraglia della flotta di Ponente. Su di essa alzò la sua insegna il viceammiraglio Victor Marie d'Estrées e poi il parigrado Antoine François de Pardaillan de Gondrin. Il Foudroyant attese per diciotto anni l'installazione dell'armamento completo che non arrivò mai a causa del disinteresse di Luigi XV nei confronti della marina reale.
L'unità, già nominalmente fuori servizio dal 1731, rimase all'ancora nel porto di Brest fino al 1742. In quegli anni furono impostate nuove navi solo per sostenere una minima attività negli arsenali francesi, dato il protrarsi di un lungo periodo di pace, nonché delle difficoltà finanziarie dello Stato, che giustificavano questa politica. Il Foudroyant venne radiato il 3 aprile 1742, e demolito tra il 2 maggio 1742 e il 1743.

### Annotazioni
1. ↑  I quattro cannoni da 6 libbre non vennero mai installati.

### Fonti
1. ↑  Netmarine.
2. ↑  Threedecks.
3. 1 2 3 4 5 6  Troisponts.
4. 1 2 3 4  Winfield, Roberts 2017, p. 70.
5. 1 2  Meyer, Acerra 1994, p. 90.
6. ↑  Meyer, Acerra 1994, p. 80.